# Ödeshögs socken
Ödeshögs socken (uttal [²øːdɛsˌ(h)øːɡ]
 ( lyssna), äldre lokalt uttal Ösjö) i Östergötland ingick i Lysings härad, ingår sedan 1971 i Ödeshögs kommun och motsvarar från 2016 Ödeshögs distrikt.
Socknens areal är 99,50 kvadratkilometer, varav 98,46 land. År 2000 fanns här 3 064 invånare. Huvuddelen av Ödeshög med sockenkyrkan Ödeshögs kyrka ligger i denna socken. 

## Administrativ historik
Ödeshögs socken har medeltida ursprung. Sväms socken införlivades omkring 1330.
Vid kommunreformen 1862 övergick socknens ansvar för de kyrkliga frågorna till Ödeshögs församling och för de borgerliga frågorna till Ödeshögs landskommun. Landskommunen utökades 1952 och 1969 och ombildades 1971 till Ödeshögs kommun. Församlingen utökades 2006.
1 januari 2016 inrättades distriktet Ödeshög, med samma omfattning som församlingen hade 1999/2000. 
Socknen har tillhört samma fögderier och domsagor som Lysings härad. De indelta soldaterna tillhörde  Första livgrenadjärregementet, Ombergs kompani och Andra livgrenadjärregementet, Vadstena kompani.

## Geografi
Ödeshögs socken ligger vid östra stranden av Vättern. Socknen norra del är övervägande slättland medan södra delen som vetter mot gränsen intill Hålaveden är relativt bergig och stenig. Större vattendrag är åarna Svembån och Åbyån och sjöarna Angserydssjön och Visjön.
När folkskolereformen genomfördes i Sverige kom man i Ödeshögs socken att gå samman med grannsocknen Stora Åby och bilda en gemensam skolstyrelse. Från början hade de fyra ambulerande skolor med fyra lärare, av vilka en planerades bli fast. Några år senare i april 1844 fastställde man i styrelsen att två fasta skolor skulle upprättas inom socknarna, en vid Stora Åby kyrka och en vid Ödeshögs kyrka. I övrigt skulle det finnas två flyttbara skolor i församlingarnas södra delar. Det äldsta av skolhusen var Siggeryds folkskola, byggd omkring 1875. De andra är byggda i Munkeryd (1918) och det andra i Tällekullen (1920).

## Fornlämningar
Kända från socknen är tre hällkistor och lösfynd från stenåldern, spridda gravar och skålgropar från bronsåldern samt flera gravfält och stensträngar från järnåldern. En runristning är känd vid kyrkan.

## Namnet
Namnet (1318 Ödhishögh) kommer från kyrkbyn. Förleden är mansnamnet Ödhir. Efterleden är hög.

### Fotnoter
1. ↑  ”Arkivpost för ortnamnet Ödeshög” (pdf, ID 3671278). Institutet för språk och folkminnen. 1979. http://ortnamnsregistret.isof.se/place-name-basis/3671278/pdf. Läst 2 oktober 2022.
2. 1 2  Svensk Uppslagsbok andra upplagan 1947–1955: Ödeshög socken
3. 1 2  Harlén, Hans; Harlén Eivy (2003). Sverige från A till Ö: geografisk-historisk uppslagsbok. Stockholm: Kommentus. Libris 9337075. ISBN 91-7345-139-8
4. ↑  Om Sväms socken Arkiverad 7 mars 2014 hämtat från the Wayback Machine.
5. ↑  ”Församlingar”. Statistiska centralbyrån. https://www.scb.se/hitta-statistik/regional-statistik-och-kartor/regionala-indelningar/forsamlingar/. Läst 30 december 2022.
6. ↑  Administrativ historik för Ödeshög socken (Klicka på församlingsposten). Källa: Nationella arkivdatabasen, Riksarkivet.
7. 1 2  Sjögren, Otto (1931). Sverige geografisk beskrivning del 2 Östergötlands, Jönköpings, Kronobergs, Kalmar och Gotlands län. Stockholm: Wahlström & Widstrand. Libris 9939
8. 1 2  Nationalencyklopedin
9. ↑  ”Hembygdsboken Ödeshög; Landsbygdsskolan i moderniseringens tidevarv” ( PDF). hembygdsbok.odeshog.se. Ödeshögs kommun. http://hembygdsbok.odeshog.se/uploads/entry_documents/1022/landsbygdsskolan_i_moderniseringens_tidevarv.pdf?1486316891.
10. ↑  Fornlämningar, Statens historiska museum: Ödeshögs socken
11. ↑  Fornminnesregistret, Riksantikvarieämbetet: Ödeshögs socken Fornminnen i socknen erhålls på kartan genom att skriva in sockennamn (utan "socken") i "Ange geografiskt område"
12. ↑  Mats Wahlberg, red (2003). Svenskt ortnamnslexikon. Uppsala: Institutet för språk och folkminnen. Libris 8998039. ISBN 91-7229-020-X. https://isof.diva-portal.org/smash/get/diva2:1175717/FULLTEXT02.pdf